# It's OK !!
『It's OK !!』（イッツオーケー）は、ナイトdeライトの1枚目のシングル。2009年12月12日発売。

## 収録曲

### リスト
| #         | タイトル       | 作詞       | 作曲・編曲 | 時間 |
| --------- | -------------- | ---------- | ---------- | ---- |
| 1.        | 「It’s OK !!」 | 長沢紘宣   | 長沢紘宣   | 3:51 |
| 2.        | 「Stain」      | 三橋恵之矩 | 三橋恵之矩 | 4:38 |
| 3.        | 「愛心」       | 長沢紘宣   | 長沢紘宣   | 6:41 |
| 合計時間: | 合計時間:      | 15:10      |            |      |

### 収録曲について
1. It's OK !!
作詞/作曲:長沢紘宣
カップリング曲である「Stain」「愛心」がよくライブで披露されるのに対し、表題曲であるこの曲は全く披露されない。
2. Stain
作詞/作曲:三橋恵之矩
2014年度の阪神タイガース所属マット・マートン選手登場曲
4thシングル『モノグラム』に、新たにレコーディングしたものが収録された。
3. 愛心
作詞/作曲:長沢紘宣
ボーカル平野の人生を大きく変えた曲。

## レコ発ライブ『It's OK!!』
|   | 開催日        | 開催地 | 会場         | 備考                 |
| - | ------------- | ------ | ------------ | -------------------- |
| 1 | 2010年8月15日 | 札幌   | アマ天ライブ | 駅前通り封鎖イベント |
| 2 | 2010年8月19日 | 札幌   | BESSIE HALL  |                      |
| 3 | 2010年8月27日 | 札幌   | BESSIE HALL  |                      |
| 4 | 2010年9月12日 | 札幌   | cube garden  |                      |